# 모로족
모로족(Moro people) 또는 방사모로족(Bangsamoro people)은 필리핀 술루 제도, 팔라완섬, 민다나오섬 등에 분포하는 무슬림의 총칭으로, 현재 인구의 약 5~10%를 차지하는 약 250만 명이 있는 것으로 알려져 있다. 다른 소수민족도 있지만, 크게 10개의 모로족이 있으며, 대다수가 무슬림이다.
이 용어는 스페인 식민지 시대에 쓰여졌으며, 스페인인들은 그냥 무슬림을 통칭해서 무어인(Moors, 이슬람교도라는 뜻)을 뜻하는 모로스(Moros)라고 불렀다.
모로족은 대개 민다나오와 필리핀 남부에 살며, 이곳을 모로족의 근거지라고 여긴다. 16세기부터 현대까지 계속된 지속적인 운동으로 마닐라, 세부, 다바오에 모로 사회를 구성하고 있다.

## 개요
모로족은 실제로는 언어, 문화를 달리하는 여러 집단으로 이루어져있다. 필리핀에 도착하여 처음 그들과 접촉한 스페인 사람이 일괄적으로 모로족( "무어 사람"의 뜻. 레콘키스타 당시 스페인 사람의 아랍인과 무슬림의 총칭)이라고 불리게 되었다. 스페인 사람이 내항했을 때 필리핀 전역을 지배하고 있었지만, 쇠퇴하여 생업도 집단으로 교역하고, 어업, 농업 등 다양한 1차 산업에 종사를 하고 있다.

## 같이 보기
- 무어인
- 모로 민족 해방 전선
- 모로 이슬람 해방 전선